# ایرون (وین)
ایرون (به فرانسوی: Ayron) یک کمون در فرانسه است که در canton of Vouillé واقع شده‌است. ایرون ۲۸٫۳۰ کیلومتر مربع مساحت دارد ۱۳۹ متر بالاتر از سطح دریا واقع شده‌است.